# Cochlodina orthostoma
Cochlodina orthostoma is een slakkensoort uit de familie van de Clausiliidae. De wetenschappelijke naam van de soort werd voor het eerst geldig gepubliceerd in 1828 door Karl Theodor Menke.